# 1928년 전국체육대회
1928년 전국체육대회는 1928년 5월 18일부터 11월 5일까지 일제강점기 조선 경성부에서 개최된 전국체육대회이다. 1928년에 개최된 제9회 전조선야구대회, 제5회 전조선육상경기대회, 제8회 전조선정구대회, 제9회 전조선축구대회를 1928년 전국체육대회의 일부로 인정하고 있다. 제9회 전조선야구대회와 제8회 전조선정구대회가 1928년 5월 18일에 경성운동장의 정구장과 야구장에서 개최되면서 1928년 전국체육대회가 시작되었다. 뒤이어 1928년 6월 23일에 경성운동장에서 제5회 전조선육상경기대회가 개최되면서 육상 종목이 진행되었고, 1928년 11월 1일에 제9회 전조선축구대회가 개최되며 축구 종목이 진행되었다.

## 경기 종목

### 야구
야구 종목은 제9회 전조선야구대회로 진행되었다. 야구 종목은 1928년 5월 18일부터 5월 19일까지 경성운동장 야구장에서 진행되었다. 2개 선수단만 참가한 소학부 종목에서는 교동공립보통학교가 죽첨공립보통학교를 상대로 14:12로 이시며 우승을 차지했다. 배재고등보통학교, 중앙고등보통학교, 휘문고등보통학교 등 3개 선수단이 참가한 중학부 종목에서는 휘문고등보통학교가 중앙고등보통학교를 결승에서 20:1로 이기며 우승을 차지했다. 2개 선수단만 참가한 청년부 종목에서는 휘문구락부가 연희구락부부를 10:3으로 이기며 우승했다.

### 육상
육상 종목은 제5회 전조선육상경기대회로 진행되었다. 육상 종목은 1928년 6월 23일부터 6월 24일까지 경성운동장 정구장에서 진행되었다. 한 동안 중단되었던 전조선육상경기대회가 다시 개최되면서 4년만에 전국체육대회의 종목으로 복귀하게 되었다. 이 대회부터 소학부(소년부) 부문이 신설되었고, 청년부에서 22개 세부종목, 소학부에서 5개 세부종목으로 진행되었다. 별도의 입장료는 없었고, 소년부에서 30전씩, 청년부에서 50전씩의 참가금과 찬조금으로 대회에 필요한 경비를 마련했다.

### 정구
정구 종목은 제8회 전조선정구대회로 진행되었다. 정구 종목은 1928년 5월 18일부터 5월 19일까지 경성운동장 정구장에서 진행되었다. 소학부 종목에서는 선천공립보통학교가 단독으로 출전하여 자동으로 우승처리되었다. 중학부 종목에서는 경신학교, 보성고등보통학교, 중앙고등보통학교, 양정고등보통학교, 중동학교, 배재고등보통학교 등 6개 선수단이 출전하여 중동학교가 우승했다. 청년부 종목에서는 보성전문학교, 연희전문학교, 세브란스의학전문학교, 법정학교 등 4개 선수단이 참가하여 보성전문학교가 우승했다.

### 축구
축구 종목은 제9회 전조선축구대회로 진행되었다. 축구 종목은 1928년 11월 1일부터 11월 5일까지 경성운동장과 배재고등보통학교 운동장에서 진행되었다. 대회 도중 호우가 발생하여 이틀 동안 대회가 중지되어 당초 계획보다 늦게 일정이 마무리 되었다. 소학부 종목에서는 공옥보통학교, 배영보통학교, 서빙고보통학교, 용강공립보통학교, 안악공립보통학교, 홍동학교 등 6개 선수단이 참가하여 서빙고보통학교가 우승했다. 중학부 종목에서는 중동학교, 중앙고등보통학교, 실업전수, 신흥고등보통학교, 해주고등보통학교, 오산고등보통학교, 배재고등보통학교, 경신학교, 개성상업학교, 신의주고등보통학교, 보성고등보통학교, 북청농업학교 등 12개 선수단이 참가하여 경신학교가 우승을 차지했다. 청년부 종목에서는 철도국, 연희전문학교, 용동축구단, 동우구락부, 대학예과, 보성전문학교, 한양축구단, 법정학교 등 8개 선수단이 참가하여 연희전문학교가 우승했다.

## 참고 문헌
- 대한체육회 (1990). 《대한체육회 70년사》.
- 대한체육회 (2011). 《대한체육회 90년사》.